# هيرمان زاكس
هيرمان زاكس (بالرومانية: Herman Sachs)‏ هو فنان روماني، ولد في 24 يوليو 1883 في باكاو في رومانيا، وتوفي في 11 نوفمبر 1940 في لوس أنجلوس في الولايات المتحدة.